# Еліс Марбл
Еліс Марбл (англ. Alice Marble; 28 вересня 1913 — 13 грудня 1990) — колишня американська тенісистка.
Найвищу одиночну позицію світового рейтингу — 1 місце досягла 1939 року.
Перемагала на турнірах Великого шолома в одиночному, парному та змішаному парному розрядах.

## Фінали турнірів Великого шолома

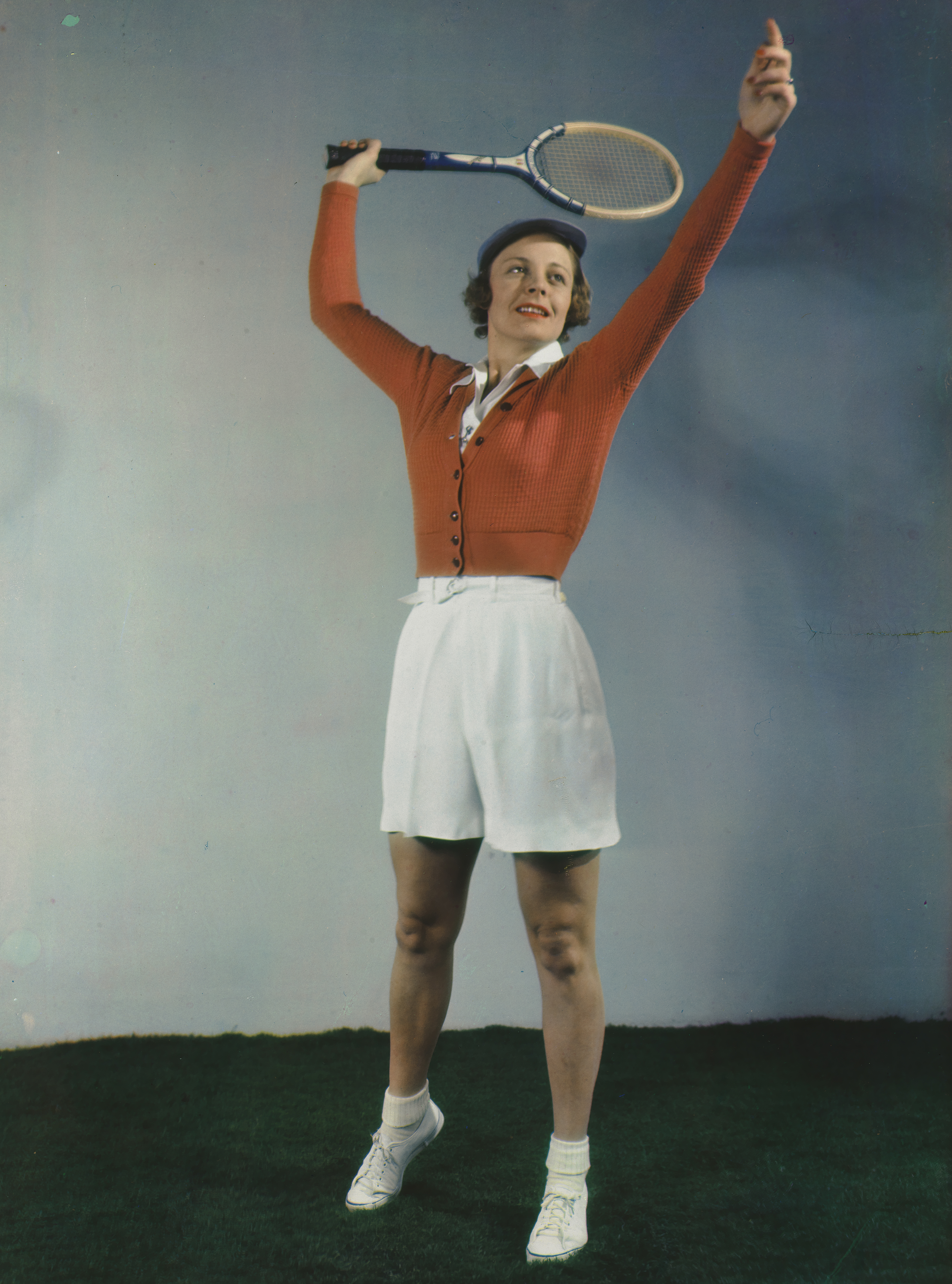
Еліс Марбл позує для Національної портретної галереї, 1939 рік.

### Одиночний розряд (5 перемог)
| Результат | Рік  | Турнір               | Покриття | Суперниця      | Рахунок        |
| --------- | ---- | -------------------- | -------- | -------------- | -------------- |
| Перемога  | 1936 | Чемпіонат США        | Трава    | Гелен Джейкобс | 4–6, 6–3, 6–2  |
| Перемога  | 1938 | Чемпіонат США        | Трава    | Ненсі Вінн     | 6–0, 6–3       |
| Перемога  | 1939 | Вімблдонський турнір | Трава    | Кей Стаммерс   | 6–2, 6–0       |
| Перемога  | 1939 | Чемпіонат США        | Трава    | Гелен Джейкобс | 6–0, 8–10, 6–4 |
| Перемога  | 1940 | Чемпіонат США        | Трава    | Гелен Джейкобс | 6–2, 6–3       |

### Парний розряд (6 перемог)
| Результат | Рік  | Турнір               | Покриття | Партнерка    | Суперниці                            | Рахунок       |
| --------- | ---- | -------------------- | -------- | ------------ | ------------------------------------ | ------------- |
| Перемога  | 1937 | Чемпіонат США        | Трава    | Сара Фейбіен | Марджорі Ґладман Каролін Бабкок      | 7–5, 6–4      |
| Перемога  | 1938 | Вімблдонський турнір | Трава    | Сара Фейбіен | Сімонн Матьє Біллі Йорк              | 6–2, 6–3      |
| Перемога  | 1938 | Чемпіонат США        | Трава    | Сара Фейбіен | Сімонн Матьє Ядвіга Єнджейовська     | 6–8, 6–4, 6–3 |
| Перемога  | 1939 | Вімблдонський турнір | Трава    | Сара Фейбіен | Гелен Джейкобс Біллі Йорк            | 6–1, 6–0      |
| Перемога  | 1939 | Чемпіонат США        | Трава    | Сара Фейбіен | Кей Стаммерс Фреда Джеймс            | 7–5, 8–6      |
| Перемога  | 1940 | Чемпіонат США        | Трава    | Сара Фейбіен | Дороті Чені Марджорі Ґладман Ван Рін | 6–4, 6–3      |

### Мікст (7 перемог)
| Результат | Рік  | Турнір               | Покриття | Партнер      | Суперник і суперниця         | Рахунок  |
| --------- | ---- | -------------------- | -------- | ------------ | ---------------------------- | -------- |
| Перемога  | 1936 | Чемпіонат США        | Трава    | Джин Мако    | Сара Фейбіен Дон Бадж        | 6–3, 6–2 |
| Перемога  | 1937 | Вімблдонський турнір | Трава    | Дон Бадж     | Сімонн Матьє Ївон Петра      | 6–4, 6–1 |
| Перемога  | 1938 | Вімблдонський турнір | Трава    | Дон Бадж     | Сара Фейбіен Геннер Генкель  | 6–1, 6–4 |
| Перемога  | 1938 | Чемпіонат США        | Трава    | Джин Мако    | Телма Койн-Лонґ Джон Бромвіч | 6–1, 6–2 |
| Перемога  | 1939 | Вімблдонський турнір | Трава    | Дон Бадж     | Френк Вайлд Ніна Браун       | 9–7, 6–1 |
| Перемога  | 1939 | Чемпіонат США        | Трава    | Геррі Гопмен | Сара Фейбіен Елвуд Кук       | 9–7, 6–1 |
| Перемога  | 1940 | Чемпіонат США        | Трава    | Боббі Ріґґс  | Дороті Чені Джек Креймер     | 9–7, 6–1 |

## Часова шкала турнірів Великого шлему в одиночному розряді
| W | Ф | ПФ | ЧФ | #Р | КТ | К# | DNQ | A | NH |

| Турнір               | 1931  | 1932  | 1933  | 1934  | 1935  | 1936  | 1937  | 1938  | 1939  | 1940  | Career SR |
| -------------------- | ----- | ----- | ----- | ----- | ----- | ----- | ----- | ----- | ----- | ----- | --------- |
| Чемпіонат Австралії  |       |       |       |       |       |       |       |       |       |       | 0 / 0     |
| Чемпіонат Франції    |       |       |       | 2р    |       |       |       |       |       | NH    | 0 / 1     |
| Вімблдонський турнір |       |       |       |       |       |       | ПФ    | ПФ    | П     | NH    | 1 / 3     |
| Чемпіонат США        | 1р    | 3р    | ЧФ    |       |       | П     | ЧФ    | П     | П     | П     | 4 / 8     |
| SR                   | 0 / 1 | 0 / 1 | 0 / 1 | 0 / 1 | 0 / 0 | 1 / 1 | 0 / 2 | 1 / 2 | 2 / 2 | 1 / 1 | 5 / 12    |